# Крэнич, Майкл
Майкл Крэнич (ирл. Micheál Cranitch, 1 декабря 1911, Раткормак, Корк, доминион Ирландия — 23 ноября 1999) — ирландский политик, председатель Сената Ирландии (1973).

## Биография
В 1969 −1983 гг. — член Сената,
в 1973 г. — председатель Сената Ирландии. 